# Microlopa minuta
Microlopa minuta är en insektsart som beskrevs av Evans 1966. Microlopa minuta ingår i släktet Microlopa och familjen dvärgstritar. Inga underarter finns listade i Catalogue of Life.